# Camponotus grandidieri
Camponotus grandidieri é uma espécie de inseto do gênero Camponotus, pertencente à família Formicidae.